# Liste der Monuments historiques in Sigy
Die Liste der Monuments historiques in Sigy führt die Monuments historiques in der französischen Gemeinde Sigy auf.

## Liste der Bauwerke
| Bezeichnung | Beschreibung                  | Standort | Kennzeichnung | Schutzstatus | Datum | Bild           |
| ----------- | ----------------------------- | -------- | ------------- | ------------ | ----- | -------------- |
| Schloss     | Erbaut ab dem 14. Jahrhundert | (Lage)   | PA00087286    | Inscrit      | 1984  | weitere Bilder |

## Liste der Objekte
Zum Verständnis siehe: Kirchenausstattung
- Monuments historiques (Objekte) in Sigy in der Base Palissy des französischen Kultusministeriums